# Il paradiso dei barbari
Il paradiso dei barbari (Wind Across the Everglades) è un film del 1958 in Technicolor diretto da Nicholas Ray.

## Trama
Inizi del XX secolo: un guardiacaccia arriva in Florida nella speranza di far rispettare le leggi sulla tutela degli animali. Le sue idee si scontrano ben presto con quelle di Cottonmouth, il capo di un brutale gruppo di bracconieri.

## Produzione
Il film era vagamente basato sulla vita e sulla vicenda di Guy Bradley, un guardiano che nel 1905 fu ucciso a fucilate dai bracconieri nelle Everglades.

## Cast
- L'attore Peter Falk esordì nel ruolo di uno scrittore.
- Nella parte del giudice Harris la pellicola vede la partecipazione dello scrittore MacKinlay Kantor, vincitore del premio Pulitzer per la narrativa nel 1956.

## Tagline
A wild land like no other... an Adventure like no other! (Una terra selvaggia come nessun'altra... un'avventura come nessun'altra!)